# Hopeton Lewis
Hopeton Lewis (Kingston, 3 ottobre 1947 – Brooklyn, 4 settembre 2014) è stato un cantante, arrangiatore e disc jockey giamaicano di musica rocksteady e reggae.

## Biografia
Lewis è nato a Kingston, in Giamaica. Ha cantato in chiesa sin dalla tenera età e ha iniziato a esibirsi da giovane, formando un gruppo di cantanti chiamato Regals.
Verso la metà degli anni '60, ha iniziato a registrare canzoni e alla fine del 1966 ha ottenuto uno dei primi successi rocksteady con "Take It Easy". Il brano è stato registrato con Lynn Taitt and the Jets ed è considerato uno dei primi singoli rocksteady.
Ha avuto molti altri successi durante l'epoca early reggae tra la fine degli anni '60 e l'inizio degli anni '70, inclusa la prima canzone sulla marijuana mai registrata in Jamaica, "Cool Collie" nel 1966. La sua voce baritonale ha avuto un notevole impatto sulla musica giamaicana dell'epoca, innovandola con un insieme di elementi soul e gospel.
Ha lavorato per Duke Reid come arrangiatore e corista e ha vinto il Jamaica Festival Song Contest nel 1970 con "Boom Shaka Lacka".
Ha iniziato a lavorare come cantante con Byron Lee & the Dragonaires e nel 1971 ha ottenuto un altro successo con "Grooving Out On Life".
Lewis ha continuato a pubblicare dischi, ma il suo successo dopo i primi anni '70 è stato limitato.
Ha pubblicato This Is Gospel nel 1996 per la sua etichetta, la Bay City Music, fondata alla fine degli anni '80. Gran parte del suo lavoro successivo rientra nel genere gospel, incluso Reaching Out to Jesus (2000).
Ha vissuto l'ultimo periodo della sua vita a Brooklyn, New York, dove ha presentato uno spettacolo su Grace Deliverance Radio.
Lewis è morto il 4 settembre 2014 nella sua casa di Brooklyn, all'età di 66 anni, dopo aver subito un'insufficienza renale.
I musicisti roots reggae e dub The Disciples hanno un'etichetta discografica intitolata Boom Shaka Laka, chiamata così in onore di Hopetown Lewis e ispirata alla sua canzone (così come a Jah Shaka ed alla cultura e alla storia del reggae in generale).
The Disciples hanno anche prodotto una fanzine di roots reggae molto influente chiamata Boom Shaka Laka. L'autore Lol Bell-Brown (che lavora per Dub Vendor) ha intitolato la rivista alla canzone classica di Hopeton Lewis, Boom-Shacka-Lacka. Il primo numero è uscito nel 1988 e nei quattro anni successivi la rivista è diventata una delle pubblicazioni più importanti dell'epoca per la scena roots reggae. Sono stati rilasciati 11 numeri, tutti divenuti oggetti da collezione ricercati.

## Albums
- Take It Easy (1968), Merritone
- Grooving Out On Life (1971), Dynamic Sounds/ Trojan
- Dynamic Hopeton Lewis (1974), Dragon
- All Night Bubblin' (1985), Boss
- Love, Life and Music (1997), Songs 4 Life
- Reaching Out to Jesus (2000), Orchard
- Caribbean Gospel Jubilee (2000), Rockstone
- Inner Peace (2001), Songs 4 Life
- A Holy Christmas (2002), Songs 4 Life
- Love Life & Music (2007), Quartz
- Hopeton Lewis Sings Home Coming Classics (2007), Songs 4 Life
- Hymns (2007), Songs 4 Life
- This Is Gospel (2008), Sun Moon & Stars
- Culto (2008), Songs 4 Life
- Lay Your Hands on Me Jesus (2008), Songs 4 Life
- Love Ballads Vol. One (2008), Pietra di roccia
- Praise and Worship (2008), Songs 4 Life
- The Inspirational Hopeton Lewis
- Country Gospel (2008), Songs 4 Life
- Healing: 42 Years of Music (2009), Songs 4 Life
- All Island Gospel Revival, Songs 4 Life
- Voice of Thanksgiving, Songs 4 Life
- Song's of Faith (2013). Songs 4 Life/VP
- De Word Through Music (2014), Songs 4 Life/VP

## Raccolte
- Classic Gold Collection (1998), Rockstone
- Take It Easy: Rock Steady Reggae (1999), K&K/ VP
- 40 Years: Happy Birthday: Celebrating 40 Years of Music (2008), Songs 4 Life